# 情陷百樂門
《情陷百樂門》，2000年香港電影，是由鍾少雄執導，雷宇揚、袁潔瑩等主演的一部關於犯罪嫌疑類的電影。

## 故事簡介
時鐘酒店百樂門發生懷疑虐殺案，死者是一名叫Wyman的高級妓女，負責此案的警探彭Sir和其手下石頭到場後，發現Wyman伏尸的房間經過悉心陳設，絕非一般時鐘酒店的格局，於是展開調查。與此同時，彭Sir透過當私家偵探的好友阿平得悉，其妻子Winnie紅杏出牆，與別的男人有染，彭Sir在不懂應對的情況下，決定以工作麻醉自己，專心查案。彭Sir分別找了不少有關人等協助調查，其中包括百樂門的業主，身為黑道大哥的神爺，持牌人，亦即神爺的前妻卿姐，還有染有毒癮的鐘房阿俠、以及其女友JJ、Wyman的好姊妹Lisa等。種種證據顯示，嫌疑最大的，就是Wyman 的男友豪仔，和經常與Wyman有性交易的探員張Sir。張Sir為了自保，向彭Sir供出該房間，乃神爺專為政界官員安排性交易的秘地，但否認Wyman的死與他有關。彭于是向神調查，神卻反勸彭別查下去......

## 演員
- 雷宇揚 飾 彭志威督察
- 黎耀祥 飾 張啟光
- 張文慈 飾 Lisa
- 狄　龍 飾 神爺
- 蔡少芬 飾 李玉卿
- 陳寶蓮 飾 Wyman
- 梁焯滿
- 袁潔瑩 飾 Wennie
- 張達明
- 朱永棠
- 杜汶澤
- 陳翠婷
- 洪雪盈
- 張德豪
- 陳家誠
- 彭浩翔